# Teatro Alfieri (Firenze)

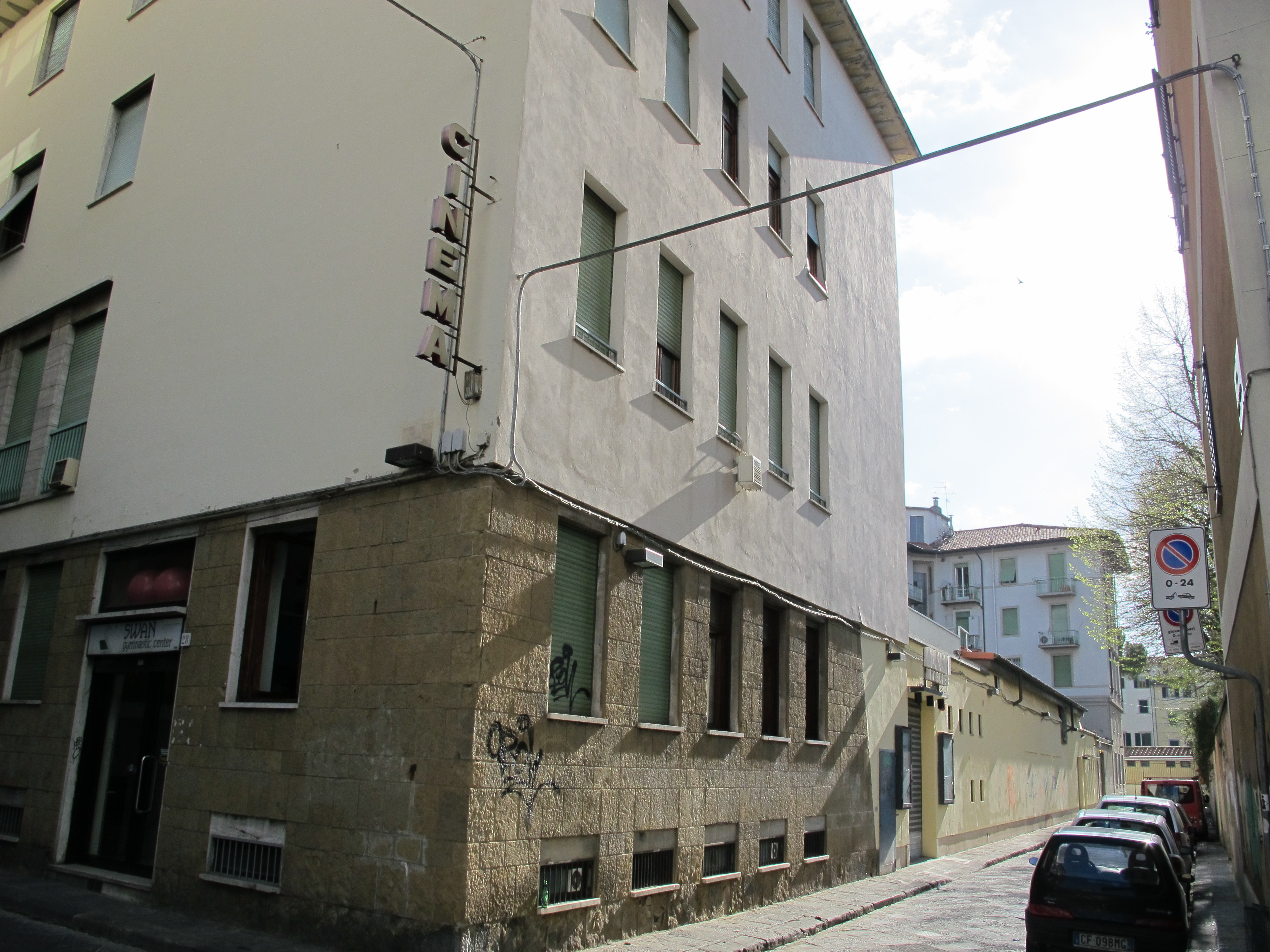
Il cinema Alfieri, che riprendeva la memoria del teatro Alfieri

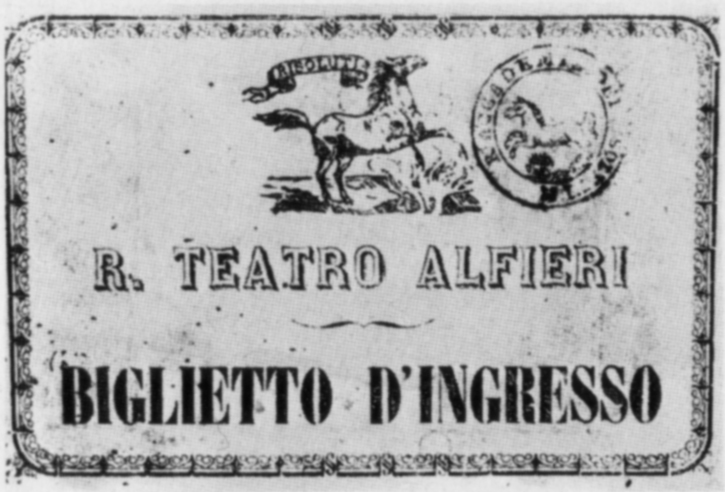
Un antico biglietto per il teatro Alfieri

Il Teatro Alfieri di Firenze si trovava tra via Pietrapiana e via dell'Ulivo.

## Storia e descrizione
Nel 1740 l'Accademia dei Risoluti, che aveva sede nel vicino palazzo Pascolutti Giani in via Pietrapiana 18, decise di fondare un proprio teatro, che venne realizzato in legno e chiamato Teatro Santa Maria, dal nome di un tratto dell'odierna via Buonarroti. Inizialmente il suo ingresso era su via dell'Ulivo, all'epoca chiamata via del Giardino.
Fu più volte ampliato e rinnovato con interventi degli architetto Luigi Sgrilli (1789), Vittorio Bellini (1815 e 1828, con rifacimento in muratura) e in ultimo da Felice Francolini (1882). Il teatro fu rititolato dal 1828 in onore di Vittorio Alfieri, che proprio qui aveva assistito alla quinta replica della sua tragedia Saul, interpretata da Antonio Morrocchesi.
Si trattava di un teatro specializzato nell'esibizioni di cantanti, grazie alla notevole acustica, tra le migliori della città. Di notevoli dimensioni, divenne presto uno dei teatri più frequentati della città, anche più dell'antico teatro del Cocomero. In questo teatro, frequentato da una clientela popolare, erano soliti debuttare i cantanti nuovi: tra gli esordienti famosi ci furono i tenori Moriani, Tacchinardi e altri. Con l'attore Landini le rappresentazioni all'Alfieri spaziavano dal Re d'Israele a Stenterello e sotto la gestione dei coniugi Niccòli si misero in scena le tragedie alfierane e le commedie di Augusto Novelli.  Nel 1895 per risollevare le sorti del teatro, caduto in disgrazia, fu chiamata la Compagnia di Angelo Pezzaglia, di cui faceva parte ancora bambina sua nipote Paola Pezzaglia, futura prima attrice e interprete cinematografica. L'operazione si rivelò un vivo successo che in mesi di pienoni rilanciò l'Alfieri, portando nel 1896 l'ingegnere Guido Martini a rinnovare il teatro integralmente.
Si diceva che l'esame della platea dell'Alfieri fosse una "prova del fuoco" che se passata assicurava la fama. Il 29 gennaio 1908 va in scena la prima assoluta di L'acqua cheta.
Il teatro fu messo in crisi dalla vicinanza del più prestigioso teatro Pagliano, che, oltre a rivolgersi alla stessa utenza grazie ai costi oltremodo contenuti dei biglietti, era stato capace di rinnovare in modo più incisivo la propria programmazione. Il teatro Alfieri demolito nelle ristrutturazioni che nel 1934-1936 stravolsero la zona, par fare spazio al Palazzo delle Poste e Telegrafi.
Oggi ne rimane memoria nell'edificio del cinema-teatro Alfieri in via dell'Ulivo. L'attuale struttura è frutto di un intervento databile tra gli anni Cinquanta e Sessanta, destinata a sala cinematografica (e in particolare a una programmazione d'essai) che ha cessato l'attività nel 2007. Dopo una serie di interventi di adeguamento strutturale e restyling (curato dall'Istituto Europeo di Design di Firenze) è stato riaperto il 26 settembre 2013 con il nome di Spazio Alfieri, e attualmente è un centro culturale destinato a proiezioni cinematografiche e rappresentazioni teatrali.